# Forte Romano de Carpow
O Forte Romano de Carpow estava localizado na confluência dos rios Tay e Earn, onde hoje é a Escócia.
Era uma grande fortaleza com uma área de trinta hectares ocupada por duas legiões em períodos diferentes, Legio II Augusta e Legio VI Victrix, e portanto de construção sólida e permanente em pedra, tijolo e azulejos.
O forte foi ocupado desde o fim do século II d.C até o começo do século III d.C. O local do forte não foi totalmente escavado, mas crê-se que tenha servido como depósito de suprimentos navais para as forças romanas nas terras baixas centrais. Sua ocupação também coincidiu com as campanhas de Septímio Severo na região.
Contudo, sua localização no lado sul do estuário Tay é incompatível com seu uso como base para operações ofensivas Severas ao norte e junto com outras evidências, é mais provável que a fortaleza foi construída sob Cómodo em 185 para apoiar suas campanhas.